# 马提尼克民主联盟
马提尼克民主联盟（法語：Rassemblement démocratique martiniquais，缩写为RDM）是马提尼克的一个社会民主主义政党，成立于2006年3月26日，创始人是克劳德·利斯（原为马提尼克进步党党员）。该党支持马提尼克在法国框架内实行自治，不同于民族主义的马提尼克独立运动。